# Таргетне лікування
Таргетне лікування (таргетна терапія, цільове лікування, цільова терапія) — це інноваційний підхід до лікування раку, який спрямований на специфічні молекулярні мішені, пов'язані з ростом і прогресуванням пухлини. На відміну від традиційної хіміотерапії, яка впливає на всі швидко проліферуючі клітини, таргетна терапія більш селективно діє на ракові клітини.

## Механізм дії
Таргетні препарати працюють різними способами:
- Блокують або вимикають сигнали, що стимулюють ріст ракових клітин
- Змінюють білки всередині ракових клітин, викликаючи їх загибель
- Зупиняють утворення нових кровоносних судин, що живлять пухлину
- Активують імунну систему для знищення ракових клітин
- Доставляють токсичні речовини безпосередньо в ракові клітини[3]

## Основні види таргетної терапії

### Моноклональні антитіла
Це великі білкові молекули, які специфічно зв'язуються з певними білками на поверхні ракових клітин або в їх мікрооточенні. Вони можуть:
- Блокувати сигнали росту
- Активувати імунну систему
- Доставляти токсичні речовини безпосередньо до ракових клітин

Назви цих препаратів часто закінчуються на «-маб» (наприклад, трастузумаб).

### Низькомолекулярні інгібітори
Це невеликі молекули, здатні проникати всередину клітин і впливати на внутрішньоклітинні сигнальні шляхи. До них належать:
- Інгібітори тирозинкінази — блокують специфічні білки, що стимулюють ріст раку[4]
- Інгібітори mTOR — блокують білок mTOR, який контролює ріст і поділ клітин[6]

Назви цих препаратів часто закінчуються на «-іб» (наприклад, іматиніб).

### Інші типи таргетної терапії
- Інгібітори протеасом — блокують розщеплення білків у клітинах[4]
- Індуктори апоптозу — стимулюють запрограмовану загибель ракових клітин[6]
- Інгібітори ангіогенезу — блокують утворення нових кровоносних судин[6]
- Модулятори генної експресії — змінюють експресію генів у ракових клітинах[5]

## Приклади таргетних препаратів
- Іматиніб — інгібітор тирозинкінази BCR-ABL при хронічному мієлоїдному лейкозі
- Трастузумаб — моноклональне антитіло проти HER2 при раку молочної залози
- Осимертиніб — інгібітор EGFR при недрібноклітинному раку легень[7][8]

## Переваги та виклики
Таргетна терапія має потенціал для більш ефективного лікування з меншою токсичністю порівняно з традиційною хіміотерапією. Однак виникнення резистентності залишається серйозною проблемою.
Розвиток таргетної терапії відкриває шлях до персоналізованої медицини, коли лікування підбирається індивідуально на основі молекулярного профілю пухлини кожного пацієнта.